# Spiralni viadukt Brusio
Spiralni viadukt Brusio (nemško Kreisviadukt von Brusio, italijansko Viadotto elicoidale di Brusio) je enotiren železniški viadukt Retijske železnice (RhB). Nahaja se v kraju Brusio v kantonu Graubünden. Ta znamenitost/simbol vodi skozi dolino Puschlav in je sestavni del Berninske železnice in je del UNESCO-ve svetovne dediščine.

## Opis
Objekt se nahaja na južnem robu vasi Brusio, približno 600 metrov od železniške postaje na nadmorski višini okoli 705 metrov. Dolg je 142,80 m in širok 4,88 m. Vsak od devetih lokov ima razpon 10 m. S polmerom tirov 70 m in naklonom 70 ‰ vodi nad dolino v višini 7 do 17 m. V številnih publikacijah je dolžina objekta podana kot 110 metrov, vendar to velja le za sam most in izključuje povezano prečkanje jezu.

## Zgodovina
Projekt Buss za Berninsko železnico iz junija 1905 (2. marca 1906 ga je odobril zvezni svet), je dovoljeval največji naklon 7%, zato je bilo potrebno progo glede na strm potek med Miralagom in Campocologno prilagoditi. Lokacija postaje v občini Brusio je bila sporna, pa tudi v skupnosti ni bilo enotnosti. Čeprav je gradnja nespornih delov med Tirano in Poschiavo tekla že od maja 1906, so v območju Brusio še vedno iskali variante.
Različica projekta iz 6. avgusta 1906 je prišla do postaje Brusio pod vasjo. Na območju današnjega viadukta z S-zanko je zagotovila, da je bil sestavljen iz tlakovanega jezu in je vseboval nasprotno krivuljo na obeh straneh s polmerom 50 m. Postaja bi se znašla pod zanko
Na željo občine Brusio je bila 26. septembra 1906 predstavljena varianta, ki je zagotovila postajo Brusio na obstoječi lokaciji nad vasjo, ki ji sledi postaja Campascio. Zanka je ostala, most pa z 8 polji po 10 m namesto jezu. S-krivulja je imela polmer 45 m.
Odprta zanka, ki se vrne pod viaduktom predstavlja "spiralni viadukt", in je bil prvič kot varianta predstavljen 29. oktobra 1906, ki ga je oddelek za železnice odobril 21. decembra 1906. Razlog za to rešitev bi lahko bila manjši delež države.
Projekt je zašel v časovno stisko. Gradnja viadukta se je začela 25. marca 1907, ko je bila povezava z Campocologno že zaključena. Kljub temu pa je bil odsek Tirano-Poschiavo julija 1908 zaključen. 14. decembra 2008 se je nad viaduktom zgodil velik skalni podor. Zaradi večjega uničenja (vozna površina, tirnice, posteljica, železniški nasip) je bila železniška proga zaprta za 111 dni. Zaradi nestabilne geologije je bil zgrajen zaščitni zid, ki naj bi zadrževal skalovje tako, da material ne bi dosegel železniških objektov. 
Od marca do oktobra 2011 je bil spiralni viadukt popolnoma prenovljen, saj so velike razlike v temperaturi in kemijska razgradnja povzročile v desetletjih precejšnjo škodo na obokih. Obnova je bila v celoti izvedena pod prometom, iz vodotesnih materialov v armiranem betonu, za katerega je bilo treba v celoti odstraniti zgornjih 80 cm viadukta. Izvedli so tudi dvostransko razširitev za 23 cm. Stroški so znašali 2,75 milijona švicarskih frankov. V drugem podoru nad viaduktom 8. in 9. januarja 2013 je leta 2009 zgrajena zaščita omilila škodo in vožnja je stekla že 17. februarja – kljub dolgotrajni prisilni prekinitvi zaradi čiščenja zaradi zimskega vremena.